# Arum orientale
Arum orientale là một loài thực vật có hoa trong họ Ráy (Araceae). Loài này được M.Bieb. mô tả khoa học đầu tiên năm 1808.

## Hình ảnh

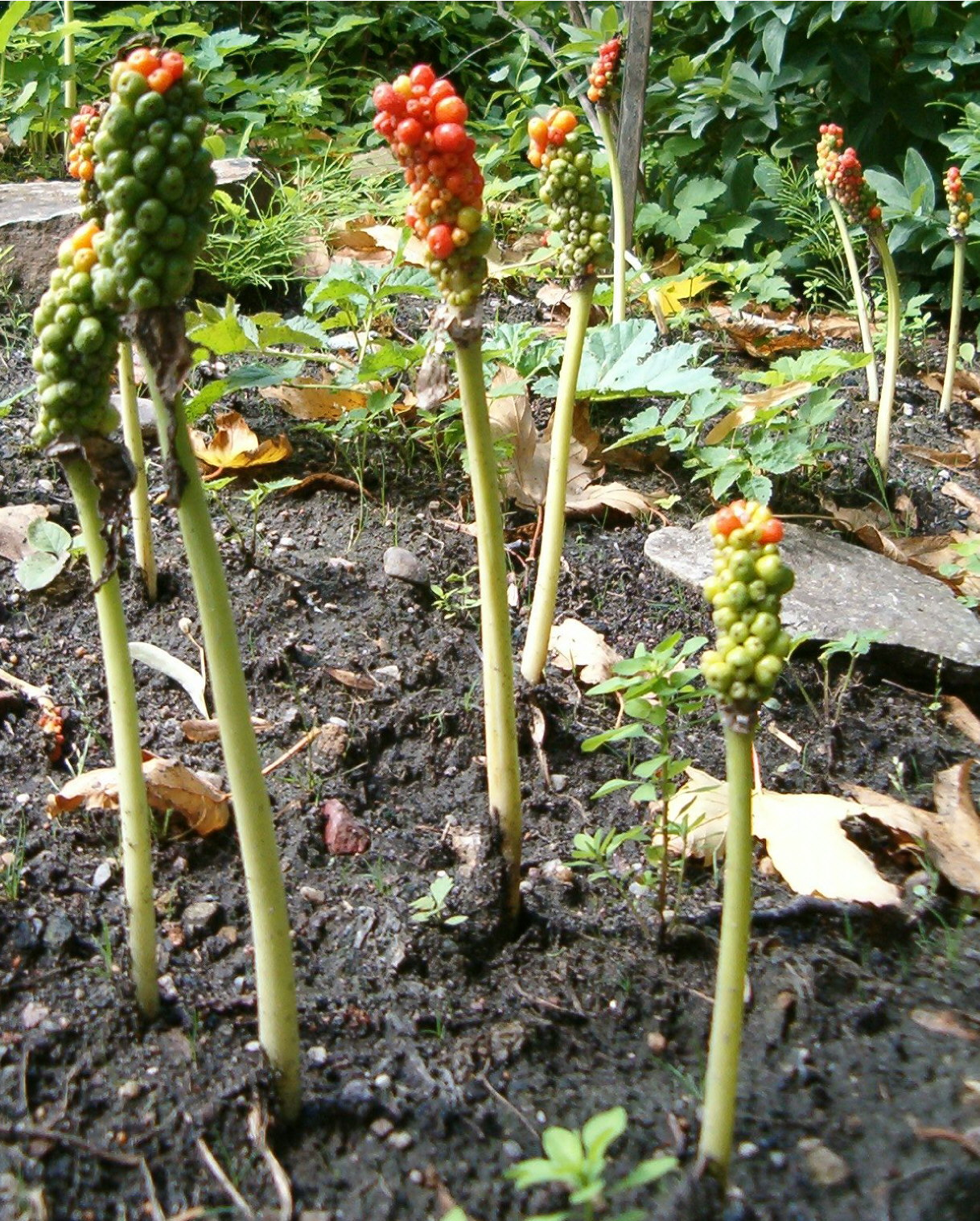